# Joplin Challenger 2002
Il Joplin Challenger 2002 è stato un torneo di tennis facente parte della categoria ATP Challenger Series nell'ambito dell'ATP Challenger Series 2002. Il torneo si è giocato a Joplin negli Stati Uniti dal 4 al 10 febbraio 2002 su campi in cemento indoor.

## Vincitori

### Singolare
Jack Brasington ha battuto in finale  Kevin Kim con il punteggio di 6–3, 1–6, 6–3

### Doppio
Justin Gimelstob /  Scott Humphries hanno battuto in finale  Paul Rosner /  Glenn Weiner con il punteggio di 6–4, 7–6(3)